# Claudia Lange
Claudia Lange (* 1966) ist eine deutsche Sprachwissenschaftlerin. Sie ist seit 2012 Professorin der Anglistischen Sprachwissenschaft an der Technischen Universität Dresden.

## Leben
Claudia Lange studierte von 1989 bis 1994 Englisch, Deutsch, Philosophie und Sprachwissenschaft an der Freien Universität Berlin und der School of Oriental and African Studies an der University of London.  Sie wurde 2004 an der Freien Universität in Englischer Sprachwissenschaft mit einer Arbeit im Bereich der Grammatikalisierung, Reflexivität und Intensivierung promoviert. Von 2000 bis 2010 war sie Dozentin an der Technischen Universität Dresden, wo sie sich 2010 habilitierte. Die korpusbasierte Habilitationsschrift wurde 2012 mit dem Titel The Syntax of Spoken Indian English als Monographie veröffentlicht.
Lange hatte von 2010 bis 2012 die Professur für Anglistische Sprachwissenschaft an der Justus-Liebig-Universität Gießen inne. Im Jahr 2012 kehrte sie als Professorin der Anglistischen Sprachwissenschaft an die Technische Universität Dresden zurück.

## Forschungsschwerpunkte
Zu Langes Forschungsschwerpunkten gehören Grammatikalisierung, Korpuslinguistik, Varietäten des Englischen, Sprachideologien und Sprachkontaktforschung.

## Publikationen (Auswahl)

### Als Autorin

#### Monographien
- mit Sven Leuckert: Corpus Linguistics for World Englishes. A Guide for Research. Routledge, 2020.
- The Syntax of Spoken Indian English. Habilitationsschrift, John Benjamins Publishing Company, 2012, ISBN 978-90-272-7309-3.
- Reflexivity and Itensification in English: A study of texts and context. Peter Lang, 2007, ISBN 978-3-631-54357-3.

#### Aufsätze in Sammelwerken oder Zeitschriften
- Text Types, Language Change, and Historical Corpus Linguistics. In: Claudia Lange, Beatrix Weber, Göran Wolf (Hrsg.), Communicative Spaces. Variation, Contact, and Change.  Peter Lang, Frankfurt am Main, 2012,  ISBN 978-3-631-62350-3, S. 401–416.
- mit Sven Leuckert: Corpus Linguistics for World Englishes. A Guide for Research. Routledge, 2020, ISBN 9781138593459.
- „Basically“ in Singapore English. In: World Englishes special issue, 2021, doi:10.1111/weng.12536
- The Role of Corpora in World Englishes Research. In: Theresa Heyd, Britta Schneider (Hrsg.), Bloomsbury World Englishes Vol. I: Paradigms. Bloomsbury, London 2021, ISBN 9781350065826,  S. 65–79, 2021.

### Als Herausgeberin
- mit Ursula Schaefer, Göran Wolf: Linguistics, Ideology and the Discourse of Linguistic Nationalism. Peter Lang, 2010, ISBN 978-3-631-58604-4.

- mit Beatrix Weber, Göran Wolf: Communicative Spaces: Variation, Contact, and Change - Papers in Honour of Ursula Schaefer. Peter Lang, 2012, ISBN 978-3-631-62350-3.